# Mechnitz

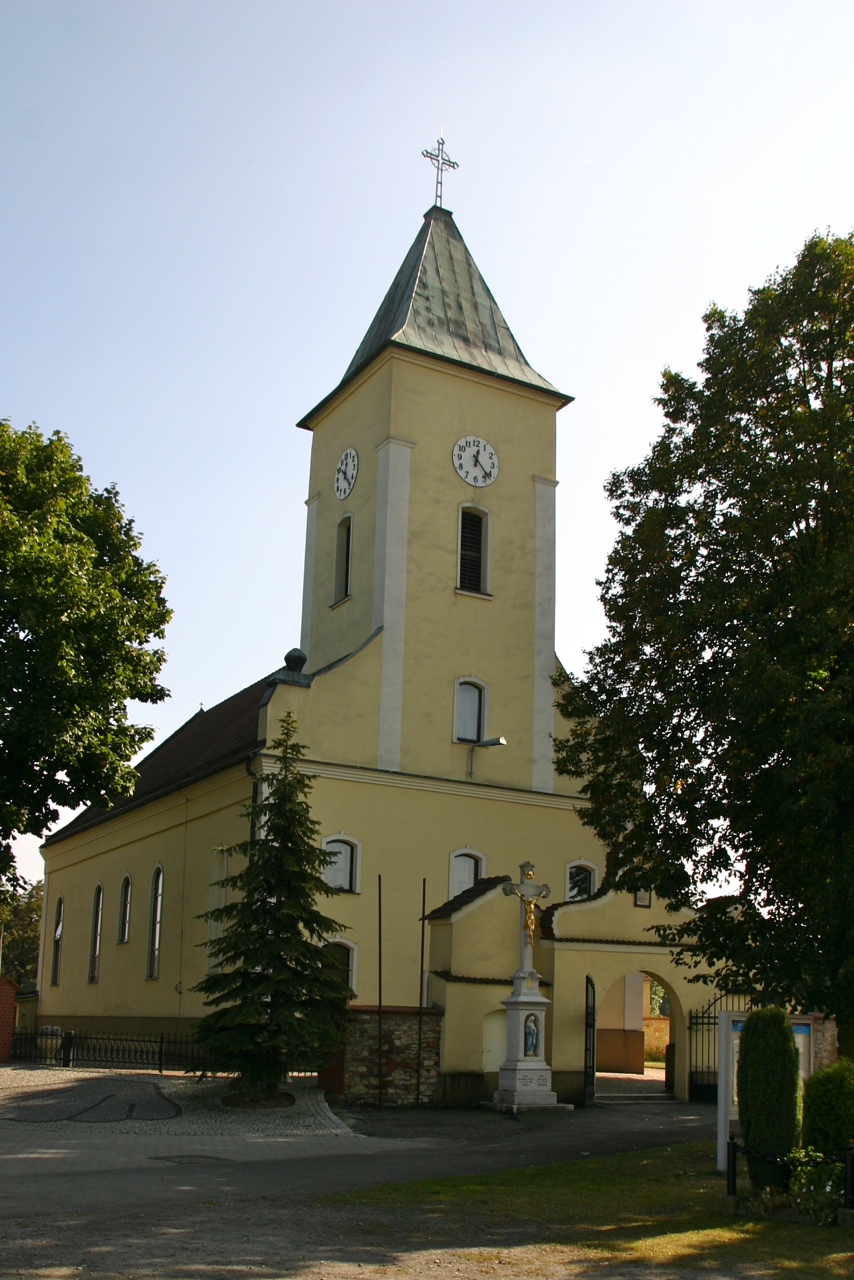
Die Jakobskirche

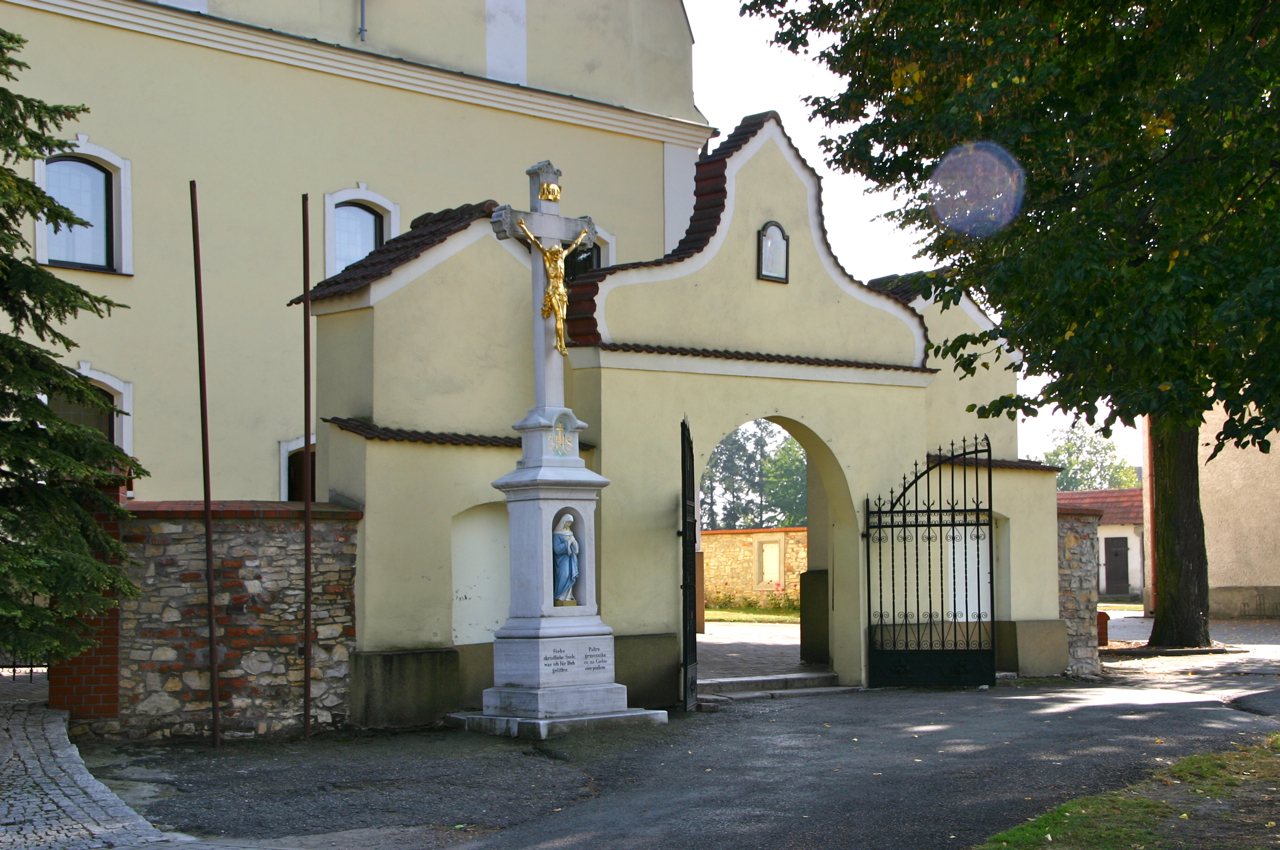
Portal in der Kirchenmauer

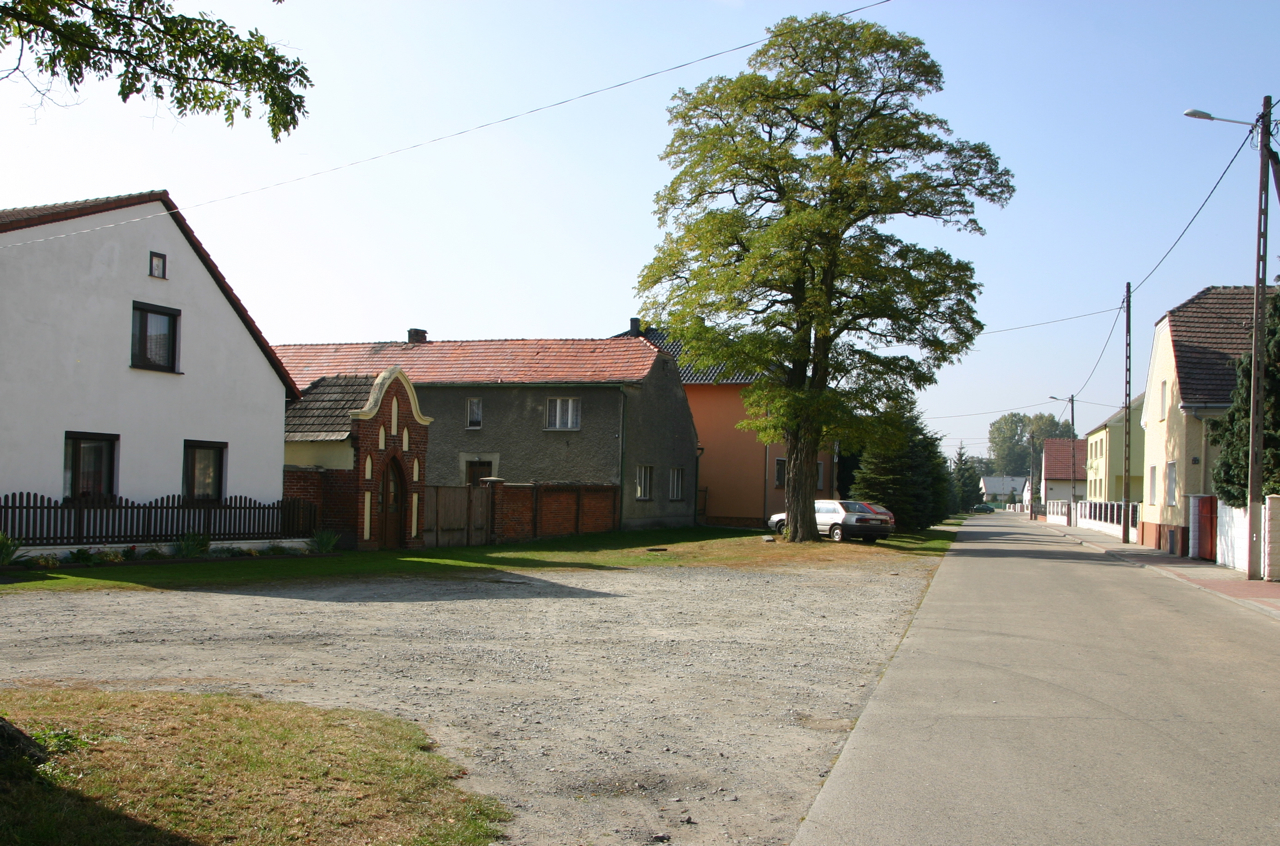
Ortsbild

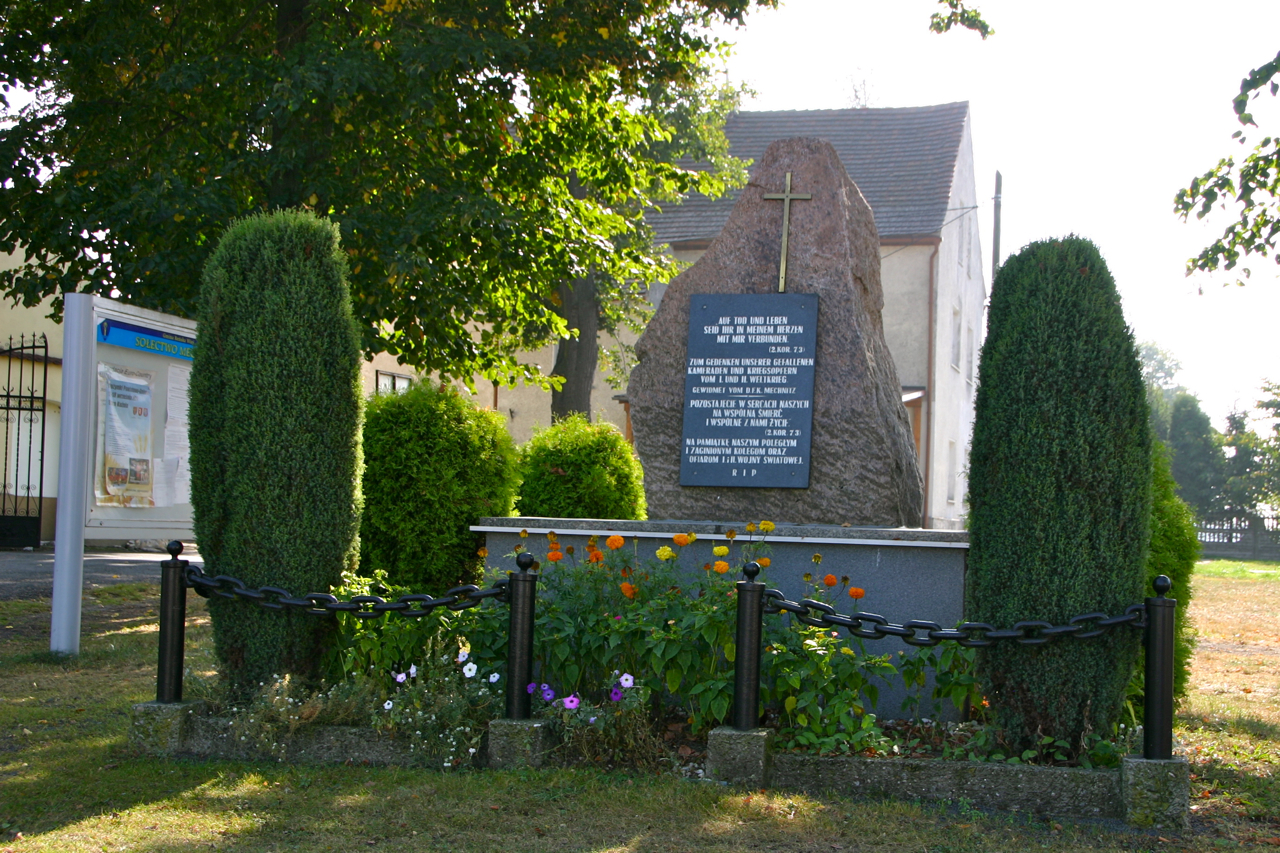
Gedenkstein

Mechnitz (polnisch Mechnica) ist ein Ort in der Landgemeinde Reinschdorf (Reńska Wieś) im Powiat Kędzierzyńsko-Kozielski der Woiwodschaft Opole in Polen.

## Geografie
Mechnitz liegt rund elf Kilometer nordwestlich von Reinschdorf, 13 Kilometer nordwestlich von Kędzierzyn-Koźle (Kandrzin-Cosel) und 31 Kilometer südlich von Opole (Oppeln). Durch den Ort fließt der Straduna-Bach.
Zu Mechnitz gehören die Weiler Brodek (Brodek) und Kolonia Mechnica (Kolonie Mechnitz).

## Geschichte
Der Ort entstand spätestens im 13. Jahrhundert und wurde am 25. März 1243 in einem Dokument des Herzogs Mesko II. von Oppeln-Ratibor erstmals urkundlich als „villa Mechniz“ erwähnt. Bereits 1376 bestand eine hölzerne Kirche im Ort.
Mechni(t)z wurde 1783 in den Beyträge(n) zur Beschreibung von Schlesienerwähnt, gehörte zur Herrschaft Cosel und lag im Landkreis Cosel. Damals bestand es aus 339 Einwohnern, einem herrschaftlichen Vorwerk, einer Mühle, eine katholische Kirche, einer Schule, 16 Bauern, 21 Gärtnern und mehreren Häuslern. 1865 bestand „Mechnitz“ aus einem Kirchdorf. Zur Gemeinde gehörten die Kolonien Brodek und Rossochocz. Zuvor gab es auch ein Dominium, das den von Naß und später den von Mletzko gehörte.
Zu diesem Zeitpunkt hatte das Dorf 105 Haushalte, einen Erbkretscham, 19 Bauern- und elf Gärtnerstellen, 16 Ackerhäusler und 58 Angerhäuslerstellen, sowie eine Mühle, eine Kirche und eine Schule.
Bei der Volksabstimmung in Oberschlesien am 20. März 1921 stimmten 506 Wahlberechtigte für einen Verbleib Oberschlesiens bei Deutschland und 186 für eine Zugehörigkeit zu Polen. Mechnitz verblieb nach der Teilung Oberschlesiens beim Deutschen Reich. Bis 1945 befand sich der Ort im Landkreis Cosel.
Infolge des Zweiten Weltkrieges kam der Ort 1945 unter polnische Verwaltung, wurde der Woiwodschaft Schlesien angeschlossen und in Mechnica umbenannt. 1950 wurde Mechnica der Woiwodschaft Opole eingegliedert. Seit 1999 gehört es zum Powiat Kędzierzyńsko-Kozielski. Am 26. Oktober 2006 wurde in der Gemeinde Reinschdorf Deutsch als zweite Amtssprache eingeführt. Am 11. Januar 2011 erhielt der Ort zusätzlich den amtlichen deutschen Ortsnamen Mechnitz.

## Sehenswürdigkeiten
- Jakobskirche aus dem Jahr 1794
- Gedenkstein für die Gefallenen und Opfer des Ersten und Zweiten Weltkriegs
- Wegkapellen
- Wegkreuze

## Vereine
- Deutscher Freundschaftskreis[6]